# Magyar Családtörténet-kutató Egyesület
A Magyar Családtörténet-kutató Egyesület (MACSE, angolul: Hungarian Society for Family History Research, németül: Verein für die Erforschung der ungarischen Familiengeschichte, szlovákul: Mad’arská spoločnost’ pre rodopisný výskum rodína) a családtörténeti kutatással foglalkozók által 2011-ben, Budapesten alapított társadalmi szervezet.

## Célja
- a családtörténettel, családfakutatással foglalkozók egy szervezetbe való tömörítése, tevékenységük támogatása, összehangolása,
- érdekképviseleti tevékenység az adatok minél szélesebb körű hozzáférhetősége és kutathatósága érdekében,
- a családtörténetre és családfakutatásra vonatkozó, azt segítő információk kölcsönös cseréje, az eredmények ismertetése, a családtörténeti kutatásokban érdekeltek közötti kapcsolatok megteremtése, fenntartása,
- kapcsolattartás a családtörténeti kutatás témájában érdekelt külhoni magyarság szervezeteivel, kutató magánszemélyekkel,
- kapcsolattartás külföldi családkutató szervezetekkel, adatok és információk cseréje, konferenciákon való részvétel,
- saját, interneten kutatható adatbázisok létrehozása és működtetése,
- mások által létrehozott adatbázisok interneten történő kutathatóságának elősegítése,
- a felmenőinkről fellelhető adatok összegyűjtése, az adatok kiértékelése, rendszerezése, az adatok feldolgozása,
- rokonok felkutatásában való segítségnyújtás, családegyesítések elősegítése,
- magyar, illetve magyarországi gyökerekkel rendelkező külföldi családtörténet- és családfakutatók segítése, származástudatuk erősítése,
- a településkutatás gazdagítása adatokkal,
- életinterjúk, visszaemlékezések készítése, gyűjtése, publikálása,
- a kezdő családtörténet- és családfakutatók számára módszertani, információs segítség nyújtása,
- család- és településtörténeti vonatkozású könyvek, szakdolgozatok, kiadványok megjelentetése, kiadása,
- kiadott családtörténeti alapkönyvek kiegészítése, tévedéseinek összegyűjtése, pontosítása, és ennek publikálása,
- családtörténeti kutatással kapcsolatos konferenciák, előadások, tanfolyamok, találkozások, fórumok szervezése.

## Vezetősége
- elnök: Ari Ilona[1]
- elnökhelyettes: Lakatos Andor Sándor[2]
- főtitkár: Kónya Zsuzsa
- titkárok: Szenttamási-Babós Lajos, Bíró Eszter, Erdősné Bocsák Éva, Péchy Gáspár, Solymosi Tamás, Szigetiné Zékány Ilona, Sztankóné Toldi Judit, Zotter Ferenc
- pénztárnok: Gelei Judit
- felügyelő bizottság: Hajas András, Négyesi György, Reisz T. Csaba

### Előző elnökök
2010-2013 Hunyady László
2013-2018 Kollega Tarsoly István
2018-2021 Reicher Péter 

## Tevékenysége
- Az egyesületnek 2259 tagja van a világ minden tájáról.[6] A szervezeten belül külön Zsidó Genealógiai Munkacsoport működik, mely az Osztrák–Magyar Monarchia területén és az utódállamokban élt zsidó családok kutatásában érdekelt személyeket és intézményeket fogja össze.
- A budapesti és vidéki polgári anyakönyvek (születési, házassági, halálozási) digitalizálása során 32 millió nevet dolgoztak fel.[7]
- Az egyházi anyakönyvek (születési, házassági, halálozási) digitalizálása során 4,6 millió nevet dolgoztak fel.[6]
- Különféle digitális adattárakat hoztak létre: Családfák Adattára, Gudenus János-gyűjtemény (Magyar Főnemességi Adattár - MFAT (31.712 személy) és Magyar Családtörténeti Adattár - MCSAT (104.741 személy)), Erdélyi névtár, Névváltoztatások (167.843 adat), Gyászjelentések (33.858 személy), Sírkövek (24.028 személy), Molnárok (24.596 személy), Emlékművek (296.507 személy), Tablóképek (101.515 személy), Ismert személyek anyakönyvi bejegyzései (2.178 adat).[8][9]
- Levelező listát működtetnek, ahol lehetőség nyílik a kutatás közben felmerülő problémák sokoldalú megvilágítására, a segítségnyújtásra és az elért eredményekről való beszámolóra.
- Családtörténeti kalandozások néven blogot vezetnek.[10]
- Kiadják negyedévente megjelenő internetes folyóiratukat, a Matrikulát.
- Évente 10-12 alkalommal szakmai előadásokat szerveznek neves szakemberek részvételével.[11]
- Családfakutatók szavazatai alapján minden évben odaítélik az Év Kutatóhelye díjat egy magyarországi és egy határon túli intézménynek, valamint egy internetes kutatóhelynek-adatbázisnak.
- Kezdeményezésükre a Nemzeti Erőforrás Minisztérium az anyakönyvek kutathatóságát is érintő törvények kialakításakor figyelembe vette a családfakutatók érdekeit is.
- Kapcsolatokat építenek ki a hazai[12] és a környező országokban[13] hasonló tevékenységet folytató szervezetekkel, valamint a mormon egyház anyakönyvi kivonatokat feldolgozó világprogramjával.